# Хупер-Бей (аэропорт)

Аэропорт Хупер-Бей (англ. Hooper Bay Airport), (ИАТА: HPB, ИКАО: PAHP, FAA LID: HPB) — государственный гражданский аэропорт, расположенный в 3 километрах к юго-западу от центрального делового района города Хупер-Бей (Аляска), США..

## Операционная деятельность
Аэропорт Хупер-Бей занимает площадь в 93 гектар, расположен на высоте 4 метров над уровнем моря и эксплуатирует одну взлётно-посадочную полосу:
- 13/31 размерами 1006 x 23 метров с асфальтовым покрытием.